# Contea di Schleicher
La contea di Schleicher in inglese Schleicher County è una contea dello Stato del Texas, negli Stati Uniti. La popolazione al censimento del 2010 era di 3 461 abitanti. Il capoluogo di contea è Eldorado. La contea è stata creata nel 1887 ed organizzata nel 1901. Il suo nome deriva da Gustav Schleicher, un immigrato tedesco che diventò un geometra e politico.

## Storia
| Anno | Popolazione | ±%     |
| ---- | ----------- | ------ |
| 1890 | 155         | Note:  |
| 1900 | 515         | 232.3% |
| 1910 | 1,893       | 267.6% |
| 1920 | 1,851       | −2.2%  |
| 1930 | 3,166       | 71.0%  |
| 1940 | 3,083       | −2.6%  |
| 1950 | 2,852       | −7.5%  |
| 1960 | 2,791       | −2.1%  |
| 1970 | 2,277       | −18.4% |
| 1980 | 2,820       | 23.8%  |
| 1990 | 2,990       | 6.0%   |
| 2000 | 2,935       | −1.8%  |
| 2010 | 3,461       | 17.9%  |

I primi abitanti che si stanziarono nella zona furono le tribù di Jumano Indians, nell'8000 a.C. Le succedettero i Lipan Apache e i Comanche.

## Geografia
Secondo l'Ufficio del censimento degli Stati Uniti d'America la contea ha un'area totale di 1311 miglia quadrate (3400 km²), composti per la quasi totalità dalla terraferma.

### Strade principali
- U.S. Highway 190
- U.S. Highway 277

### Contee adiacenti
- Tom Green County (nord)
- Menard County (est)
- Sutton County (sud)
- Crockett County (ovest)
- Irion County (nord-ovest)
- Kimble County (nord-est)